# 773 هـ
773 هـ هي سنة في التقويم الهجري امتدت مقابلةً في التقويم الميلادي بين سنتي 1371 و1372.

## مواليد
- ابن حجر العسقلاني
- ابن رسلان

## وفيات
- بهاء الدين السبكي
- ابن اللجائي
- سراج الدين الغزنوي